# O Arise, All You Sons
O arise all you sons of this land è l'inno nazionale ufficiale della Papua Nuova Guinea. Adottato come inno ufficiale dal 1975, anno dell'indipendenza, è stato composto da Tom Shacklady, direttore della Royal Marines Band in quel periodo.

## Testo ufficiale in lingua originale
O arise all you sons of this land,
Let us sing of our joy to be free,
Praising God and rejoicing to be
Papua New Guinea.
Shout our name from the mountains to seas
Papua New Guinea;
Let us raise our voices and proclaim
Papua New Guinea.
Now give thanks to the good Lord above
For His kindness, His wisdom and love
For this land of our fathers so free,
Papua New Guinea.
Shout again for the whole world to hear
Papua New Guinea;
We're independent and we're free,
Papua New Guinea.

## Traduzione
Sorgete tutti, o figli di questa terra,
Lasciateci cantare la gioia di essere liberi
Lodando Dio ed esultando di esserlo
Papua Nuova Guinea.
Gridate il nostro nome dalle montagne ai mari
Papua Nuova Guinea;
Lasciateci innalzare le voci e proclamare
Papua Nuova Guinea.
Ora rendiamo grazie al buon Signore nell'alto
Per la Sua bontà, la Sua saggezza ed amore
Per questa terra dei nostri padri così libera,
Papua Nuova Guinea.
Gridate ancora affinché il mondo intero oda
Papua Nuova Guinea;
Noi siamo indipendenti e siamo liberi,
Papua Nuova Guinea.